# 아네 달 토르프
아네 달 토르프(노르웨이어: Ane Dahl Torp, 1975년 8월 1일 ~ )는 노르웨이의 배우이다.

## 출연 작품
- 차터 (2020)
- 더 퀘이크: 오슬로 대지진 (2018)
- 인테리어 (2018)
- 더 맨 (2017)
- 더 웨이브 (2015)
- 파이오니아 (2013)
- 킹 커링 (2011)
- 라피키: 영원한 우정 (2009)
- 데드 스노우 (2009)
- 콜드 런치 (2008)
- 페더젠 동지 (2006)
- 유로 (2006)
- 우유의 빛깔 (2004)
- 내 인생의 여인 (2003)